# Jezero Akdoğan
Jezero Akdoğan ili Jezero Hamurpet (tur. Akdoğan Gölü), vulkansko jezero koje se nalazi unutar granica okruga Varto u pokrajini Muş. 
Na zapadu planine Akdoğan nalaze se dva jezera vrlo blizu jedno drugom, veliko Hamurpet i malo Hamurpet jezero. Dubina velikog jezera Akdoğan je 21 metar. Dubina malog jezera Akdoğan je 47 metara.